# 2. Inline-Skaterhockey-Bundesliga 2012
Die Saison 2012 war eine Spielzeit der zweithöchsten Liga im deutschen Inline-Skaterhockey und begann am 26. Februar 2012 in der Nordstaffel mit der Partie Fireballs Sterkrade gegen die Mendener Mambas. Es nehmen 19 Mannschaften an der von der ISHD organisierten Liga teil. Davon zehn in der Nordstaffel und neun in der Südstaffel.

## Teilnehmer

### 2. Bundesliga Nord
| Klub                     | Standort           | Vorjahr                         |    |
| ------------------------ | ------------------ | ------------------------------- | -- |
| Ahauser Maidy Dogs       | Ahaus              | Absteiger aus der 1. Bundesliga |    |
| MO Buffalos Berlin       | Berlin             | Absteiger aus der 1. Bundesliga |    |
| Bissendorfer Panther II  | Wedemark           | 4.                              |    |
| Bremerhaven Whales       | Bremerhaven        | 2.                              | 2. |
| Engelbostel Devils       | Langenhagen        | Aufsteiger aus der Regionalliga |    |
| Piranhas Oberhausen      | Oberhausen         | Aufsteiger aus der Regionalliga |    |
| Mendener Mambas          | Menden (Sauerland) | Absteiger aus der 1. Bundesliga |    |
| Salt City Boars Lüneburg | Lüneburg           | 3.                              |    |
| Rostocker Nasenbären     | Rostock            | Meister                         |    |
| Fireballs Sterkrade      | Oberhausen         | 6.                              |    |

### 2. Bundesliga Süd
| Klub                      | Standort      | Vorjahr                         |    |
| ------------------------- | ------------- | ------------------------------- | -- |
| IHC Atting                | Straubing     | Absteiger aus der 1. Bundesliga |    |
| TSV Bernhardswald         | Bernhardswald | Meister                         |    |
| Hotdogs Bräunlingen       | Bräunlingen   | 3.                              | 3. |
| Badgers Spaichingen       | Spaichingen   | Absteiger aus der 1. Bundesliga |    |
| Freiburg Beasts           | Freiburg      | Absteiger aus der 1. Bundesliga |    |
| ISC Mannheim Monsters     | Mannheim      | Aufsteiger aus der Regionalliga |    |
| Langenfeld Devils         | Langenfeld    | 5.                              |    |
| HC Merdingen              | Merdingen     | 2.                              |    |
| Commanders Velbert        | Velbert       | 4.                              |    |
| TSV Schwabmünchen Mammuts | Schwabmünchen | Absteiger aus der 1. Bundesliga |    |

## Hauptrunde

### 2. Bundesliga Nord
|     | Mannschaft               | Sp | S  | U | N  | Tore    | +/-  | P  |
| --- | ------------------------ | -- | -- | - | -- | ------- | ---- | -- |
| 1.  | Bremerhaven Whales       | 18 | 14 | 1 | 3  | 162:096 | +066 | 29 |
| 2.  | Salt City Boars Lüneburg | 18 | 12 | 1 | 5  | 129:105 | +024 | 25 |
| 3.  | Rostocker Nasenbären     | 18 | 11 | 1 | 6  | 147:127 | +020 | 23 |
| 4.  | Ahauser Maidy Dogs       | 18 | 10 | 2 | 6  | 106:098 | +008 | 22 |
| 5.  | Mendener Mambas          | 18 | 9  | 1 | 8  | 119:113 | +006 | 19 |
| 6.  | Bissendorfer Panther II  | 18 | 7  | 3 | 8  | 108:102 | +006 | 17 |
| 7.  | MO Buffalos Berlin       | 18 | 7  | 1 | 10 | 120:122 | −002 | 15 |
| 8.  | Fireballs Sterkrade      | 18 | 6  | 1 | 11 | 091:132 | −041 | 13 |
| 9.  | Piranhas Oberhausen      | 18 | 5  | 1 | 12 | 101:140 | −039 | 11 |
| 10. | Engelbostel Devils       | 18 | 3  | 0 | 15 | 100:438 | −048 | 06 |

### 2. Bundesliga Süd
|    | Mannschaft          | Sp | S  | U | N  | Tore    | +/-  | P  |
| -- | ------------------- | -- | -- | - | -- | ------- | ---- | -- |
| 1. | TSV Schwabmünchen   | 16 | 12 | 1 | 3  | 161:092 | +069 | 25 |
| 2. | IHC Atting          | 16 | 10 | 1 | 5  | 105:088 | +017 | 21 |
| 3. | HC Merdingen        | 16 | 10 | 1 | 5  | 126:107 | +019 | 21 |
| 4. | Badgers Spaichingen | 16 | 8  | 2 | 6  | 095:083 | +012 | 18 |
| 5. | TSV Bernhardswald   | 16 | 7  | 3 | 6  | 087:094 | −007 | 17 |
| 6. | Freiburg Beasts     | 16 | 7  | 2 | 7  | 106:103 | +003 | 16 |
| 7. | Commanders Velbert  | 16 | 6  | 0 | 10 | 109:110 | −001 | 12 |
| 8. | Langenfeld Devils   | 16 | 5  | 2 | 9  | 072:094 | −022 | 12 |
| 9. | Hotdogs Bräunlingen | 16 | 1  | 0 | 15 | 059:149 | −090 | 02 |

## Trivia
- Bei den Engelbostel Devils spielt der ehemalige deutsche Eishockeynationalspieler und langjähriger Center der Hannover Scorpions, Len Soccio.
- Die Rostocker Nasenbären steigen als Nachrücker für die verzichtenden Aufsteiger aus der Südgruppe in die 1. Bundesliga 2013 auf.[1]